# Fulvio Galimi
 Fulvio Galimi  ( Buenos Aires, Argentina, 11 de enero de 1927–Buenos Aires, 2 de junio de 2016) fue un esgrimidor destacado que obtuvo varios campeonatos y representó a su país en los Juegos Olímpicos. Fue Presidente de la Federación de Esgrima de la Ciudad de Buenos Aires.

## Actividad deportiva
Era hijo del maestro esgrimidor Felice Galimi, un inmigrante italiano radicado en Argentina que era Maestro Titular de la Real Academia de Italia. Comenzó a practicar esgrima en el Club Círculo Italiano y a los 13 años ya era Campeón Argentino en la Categoría Cadete, compitiendo con jóvenes de hasta 18 años. Ganó el Torneo de 2ª categoría de Florete en 1943, con lo que ganó el ascenso a Primera Categoría y dos días más tarde se consagró Subcampeón Argentino.
En 1942 integró con Víctor B. Durand, Floro F. Díaz Armesto y Mario Luzzatto el equipo representativo del Club Universitario de Buenos Aires (CUBA) que por primera vez otorgó a esta institución el campeonato de espada.
Ganó el Torneo de Sable Rioplatense 1945 en Carrasco, Uruguay, el Torneo Nacional de Sable 1946, fue Campeón Nacional de Florete 1946 y 1947, ganó el Encuentro Internacional Punta del Este, en florete en 1946, el Torneo “Copa Nogaró” en florete, Punta del Este, 1947, el Encuentro en Villa del Mar, Chile en florete, 1947.
Compitió en los Juegos Panamericanos de 1951 celebrados en Buenos Aires y en los realizados en México en 1955, obteniendo en total una medalla dorada, una plateada y dos de bronce. También participó en los Juegos Olímpicos de 1948 realizados en Londres y en los de 1952 en Helsinki, obteniendo en los dos casos el quinto puesto. En representación del Círculo de Esgrima, Galimi ganó entre 1951 y 1955 todos los torneos en que participó, incluyendo, por tres años seguidos, la Copa Honorable Cámara de Senadores. Fue cinco veces Campeón Nacional y siete veces Subcampeón, Campeón de la República en dos oportunidades y veinte veces Campeón de Interclubes.
Galimi realizó una gira por Europa incluyendo paradas en Barcelona, Madrid, Valencia y Portugal. En Madrid obtuvo en 1950 el premio de la Real Federación Española de Esgrima y compitió en Roma, Florencia, Livorno y Milano ganando encuentros con destacados deportistas. 
Su trayectoria y la de su hermano Félix despertaron y popularizaron el interés en la Argentina por este deporte en las décadas de 1950 y 1960 e hicieron que muchos clubes de fútbol de la Capital Federal y de las provincias incorporaran la esgrima a sus actividades para sus socios.
En 1956, cuando representaba al Club Atlético River Plate, fue suspendido por vida pero 6 años después pudo retornar a los torneos, se coronó campeón en florete y sable en el “Campeonato de la República” de Mar del Plata en 1965 y se retiró de las competiciones.
El 14 de noviembre de 2007, la Dirección de Deportes de la Ciudad de Buenos Aires le entregó el Premio Dignidad Deportiva “Mary Terán de Weiss”. En agosto de 2012 recibió el Diploma de Honor del Senado de la Nación con el “Premio Delfo Cabrera” y la Federación Argentina de Esgrima le entregó en 2012 un premio a su trayectoria.
Junto a su hermano actuó en las películas La Quintrala, doña Catalina de los Ríos y Lisperguer, dirigida por Hugo del Carril, La dama duende dirigida por Luis Saslavsky y Centauros del pasado, dirigida por Belisario García Villar.